# Mesostenus sicarius
Mesostenus sicarius là một loài tò vò trong họ Ichneumonidae.